# 1637
1637 (MDCXXXVII) je bilo navadno leto, ki se je po gregorijanskem koledarju začelo na četrtek, po 10 dni počasnejšem julijanskem koledarju pa na nedeljo.

## Dogodki
- 1. januar

## Smrti
- 24. junij - Nicolas-Claude Fabri de Peiresc, francoski astronom, humanist (* 1580)